# Marché de nuit de Shilin
Le marché de nuit de Shilin (chinois : 士林夜市, pinyin : Shìlín Yèshì, anglais Shilin Night Market) est un marché de nuit du district de Shilin, Taïpei, Taïwan, considéré comme un des plus grands et des plus connus de l’île,.

## Vue d’ensemble
Le marché de nuit comprend deux sections distinctes complémentaires : la première se trouvant dans l’ancien bâtiment du marché de Shilin, et abritant surtout des vendeurs de nourriture et de petits restaurants ; et une seconde entourant la première et vendant surtout des biens autres que de la nourriture. L’aire de restauration comprend environ 550 stands.
En plus de l’aire de restauration, les ruelles alentour sont bordées de magasins et de stands de nourriture. Les cinémas, les salles d’arcades et les karaokés sont particulièrement nombreux. Comme la plupart des marchés de nuit de Taïwan, c’est autour de 16 heures que les boutiques ouvrent. La foule est la plus nombreuse entre 20 heures et 23 heures, pour une fermeture entre 1 heure et 2 heures du matin.
Le tourisme a connu un essor très important ces dernières années avec l’ouverture d’une station du métro de Taipei. En effet, le marché est voisin de la station Jiantan de la ligne Tamsui-Xinyi (ligne rouge), et peut d’ailleurs être vu depuis les quais.

## Développement historique
Le marché de nuit est situé près d’un ancien quai sur la rivière Keelung. Les produits agricoles des fermes de Shilin étaient expédiés vers d’autres ports comme Banka et Dadaocheng. Le marché de jour de Shilin est établi en 1909 et le marché est inauguré en 1913. Avec la hausse des clients, de nombreuses boutiques et vendeurs de nourriture s’y établissent, faisant naître le marché de nuit de Shilin.
Le marché de nuit de Shilin est devenu un des plus grands et des plus connus marchés de nuit de Taïwan, notamment pour sa richesse culinaire, ainsi que comme lieu favori de la vie nocturne de Taipei pour les résidents et les visiteurs.
Pour des raisons de sécurité dues à des inquiétudes sanitaires, l’ancienne structure du marché de Shilin est démolie en octobre 2002 par le gouvernement de la ville de Taipei. Les vendeurs de nourriture installés dans l’ancienne structure sont relogés dans un bâtiment temporaire quelques centaines de mètres plus loin, à côté de la station Jiantan. Les plans de rénovation ayant été commencés en 1999, les travaux débutent en 2006 et le site est rouvert en 2011.

## Transport
Le marché de nuit de Shilin est accessible par la ligne Tamsui-Xinyi du métro de Taipei à la station Jiantan. De nombreux bus desservent également la zone, notamment à la station Jiantan, près de l'Université Ming Chuan, et à Xiao Bei (Hsiao Pei) Street.

## Les autres marché de nuit
- Marché de nuit de Raohe[3]
- Marché de nuit de Tonghua
- Marché de nuit de Ningxia
- Marché de nuit de Liuhe
- Marché de nuit de Shida[4]

## Nourriture
- Bubble tea
- Xiaolongbao
- Poulet frit
- Gelée d’aiyu
- Omelette aux huîtres
- Vermicelles aux huîtres
- Tofu puant